# Kağıt
Kağıt (türkisch kâğıt = deutsch Papier) ist ein türkisches Filmdrama des Regisseurs Sinan Çetin aus dem Jahr 2011.

## Handlung
Der Film beginnt mit einer skurril anmutenden Szene: Emrah (Öner Erkan) führt die ahnungslose Müzeyyen (Asuman Dabak) in seine spärlich eingerichtete Garagenwohnung, deren Wände vollständig mit Papierseiten ausgekleidet sind. Damit Müzeyyen ein Bad nehmen kann, verlässt Emrah seine Unterkunft für eine Weile. Als er zurückkehrt, erklärt er Müzeyyen, dass er ihr den Prozess machen werde. Er verabreicht ihr ein Schlafmittel, danach blendet der Film ins Jahr 1977 zurück.
1977 in İstanbul: Der junge Regisseur Emrah Uygar benötigt Geld für sein Erstlingswerk, einen Film über die türkische Arbeiterbewegung. Er findet zwar einen Filmverleiher, der das Werk finanzieren und verlegen will, und nimmt dafür auch umfangreiche Änderungen am Drehbuch vor. Damit der Film jedoch in die Kinos kommen kann, benötigt Emrah eine schriftliche Genehmigung vom Staat. Am 1. Mai, dem Tag des Massakers auf dem Taksim-Platz mit vielen Toten, reist er zur Zensurbehörde nach Ankara. Dort lehnt die Sachbearbeiterin Müzeyyen Gürkaya seinen Antrag ab, weil Emrah bereits mit den Dreharbeiten begonnen hat.
Emrah lässt sich von dem negativen Bescheid nicht beirren und arbeitet weiter an seinem Film. Hierfür wendet er die 90.000 Lira auf, die sein Vater (Ahmet Mekin) als Hypothek auf das Haus aufgenommen hat, um Emrah die Eröffnung einer Apotheke zu ermöglichen. Emrah kann seinen Film fertigstellen und reist wiederholt zur Behörde, jedoch beharrt Müzeyyen auf den Buchstaben des Gesetzes, verweigert die Genehmigung und lässt sich auch von Emrahs Mutter (Ayşen Gruda) nicht umstimmen. Müzeyyen setzt ihrerseits ein Schreiben an die Polizeibehörden auf, in dem sie Emrah republikfeindlicher Umtriebe bezichtigt.
Da Emrah seinen Film nicht veröffentlichen darf und die Familie das Geld für die Hypothek nicht zurückzahlen kann, wird das Haus samt den darin befindlichen Gegenständen gepfändet. Emrahs Vater nimmt sich während der Räumung das Leben. Während die Familie Abschied nimmt, rücken Polizeibeamte an und nehmen Emrah fest. Er wird verhört und zu einer Gefängnisstrafe verurteilt. Nach vier Jahren Haft (und einem Jahr nach dem Militärputsch) kommt Emrah wieder frei. Müzeyyen wurde inzwischen befördert. Emrah nimmt eine Stelle als Hausmeister in ihrem Bürogebäude an, ohne dass Müzeyyen ihn wiedererkennt. Emrah entwendet Stempel aus dem Büro, fälscht Dokumente und schwärzt Müzeyyen bei den Behörden an. Sie verliert ihre Stelle und ihre Wohnung. Es gelingt ihm, sie in seine Wohnung zu locken, wodurch der Film wieder zur Anfangsszene zurückkehrt.
Emrah legt eine Schlinge um Müzeyyens Hals und konfrontiert sie, als sie wieder wach ist, mit der Situation, in die sie ihn durch ihr gesetzeskonformes Verhalten gebracht hat. Müzeyyen zeigt keine Reue und ist bereit, die bevorstehende Erhängung hinzunehmen. Emrah zündet die Drehbuchseiten an, mit denen er die Wände ausgekleidet hat. Während die Wohnung in Flammen aufgeht, lässt er Müzeyyen frei, bleibt jedoch selbst drinnen und schließt sich ein.

## Botschaft des Films
Im Abspann wird eine Verbindung hergestellt zwischen Emrahs Schicksal und den 268 Millionen Menschen, die im 20. Jahrhundert durch von Regierungen ausgestellte „legale Papiere“ getötet wurden. Namentlich genannt werden Deniz Gezmiş, Yusuf Arslan und Hüseyin İnan (1972), Erdal Eren (1980), Adnan Menderes (1961), Nazım Hikmet (1938 inhaftiert), Uğur Mumcu (1993), Said Nursi (1960), Abdi İpekçi (1979), Hrant Dink (2007), Gaffar Okkan (2001), Musa Anter (1992), İsmail Besikci (1971), Malcolm X (1965), Nicola Sacco und Bartolomeo Vanzetti (1927), Martin Luther King (1968), Ethel Rosenberg und Julius Rosenberg (1953), Mascha Bruskina und Wolodija Schtscherbazewitsch (1941). Hinzu kommen zahlreiche Bilder von Gräueltaten an Menschen, darunter das Tian’anmen-Massaker, der Dersim-Aufstand, der Holocaust, die Taten der türkischen Unabhängigkeitsgerichte, der Giftgasangriff auf Halabdscha, der Völkermord in Ruanda, der Vietnamkrieg und die Verbrechen der Roten Khmer. Der Völkermord an den Armeniern bleibt unerwähnt.

## Filmfehler
Im Film wird in vielen Szenen die Schriftart Arial verwendet. Diese wurde erst 1982 entworfen und existierte zu der Zeit, in der der Film spielt, noch nicht.

## Premiere
„Kağıt“ wurde im Oktober 2010 beim 47. Antalya Altın Portakal Film Festivali uraufgeführt.